# Kanton Vierzon-2
Der Kanton Vierzon-2 ist seit 1973 ein französischer Wahlkreis im Département Cher und in der Region Centre-Val de Loire. Er umfasst einen Teilbereich der Stadt Vierzon und neun weitere Gemeinden im Arrondissement Vierzon.
Im Rahmen der landesweiten Neuordnung der französischen Kantone wurden seine Grenzen im Frühjahr 2015 neu gezogen und sein INSEE-Code von 1830 auf 1819 geändert.
Der Kanton hat 15.632 Einwohner (Stand: 1. Januar 2022) auf einer Gesamtfläche von 203,32 km²

## Gemeinden
| Gemeinde                  | Einwohner 1. Januar 2022 | Fläche km² | Dichte Einw./km² | Code INSEE | Postleitzahl |
| ------------------------- | ------------------------ | ---------- | ---------------- | ---------- | ------------ |
| Dampierre-en-Graçay       | 248                      | 9,38       | 26               | 18085      | 18310        |
| Genouilly                 | 666                      | 34,66      | 19               | 18100      | 18310        |
| Graçay                    | 1.245                    | 31,82      | 39               | 18103      | 18310        |
| Méry-sur-Cher             | 710                      | 20,91      | 34               | 18150      | 18100        |
| Nohant-en-Graçay          | 292                      | 23,78      | 12               | 18167      | 18310        |
| Saint-Georges-sur-la-Prée | 595                      | 22,83      | 26               | 18210      | 18100        |
| Saint-Hilaire-de-Court    | 595                      | 11,75      | 51               | 18214      | 18100        |
| Saint-Outrille            | 215                      | 12,48      | 17               | 18228      | 18310        |
| Thénioux                  | 666                      | 18,33      | 36               | 18263      | 18100        |
| Vierzon                   | 10.400                   | 17,38      | 598              | 18279      | 18100        |
| Kanton Vierzon-2          | 15.632                   | 203,32     | 77               | 1819       | –            |

1. ↑   Nur der südliche Teil der Gemeinde, der Rest gehört zum Kanton Vierzon-1.

Bis zur landesweiten Neuordnung im März 2015 gehörten zum Kanton Vierzon-2 die zehn Gemeinden Massay, Méry-sur-Cher, Nançay, Neuvy-sur-Barangeon, Saint-Hilaire-de-Court, Saint-Laurent, Thénioux, Vierzon (Teilbereich), Vignoux-sur-Barangeon und Vouzeron.

## Politik
| Vertreter im Departementrat | Vertreter im Departementrat        | Vertreter im Departementrat |
| Amtszeit                    | Namen                              | Partei                      |
| --------------------------- | ---------------------------------- | --------------------------- |
| 1998–2015                   | Jean-Pierre Piétu                  | PCF                         |
| 2015–2021                   | Jean-Pierre Charles Delphine Pietu | PCF                         |
| 2021–                       | Jean-Pierre Charles Delphine Pietu | PCF                         |